# Nydalens SK
Nydalens SK (Nydalens Skiklub) är en sportklubb i Norge.
Föreningen bildades 1886 och var då inriktad på skidsport, men satsar idag mest på orientering.
Klubben har vunnit 10-mila två gånger, damkavlen 2006 samt ungdomskavlen 2015.